# アダム・ダン
アダム・トロイ・ダン（Adam Troy Dunn, 1979年11月9日 - ）は、アメリカ合衆国・テキサス州ヒューストン出身の元プロ野球選手（外野手、一塁手、指名打者）。右投左打。
ニックネームはBigDonkeyとBiggin。Bigginはシカゴ・ホワイトソックスのブロードキャスターであるケン・ハレルソンが名付けた。
通算14シーズンで462本塁打を放った一方、歴代3位となる2379三振を記録。
2004年から3年連続でナショナルリーグ最多三振を喫し、そのうち2004年の195三振は当時のMLBシーズン最多記録であった。2012年には歴代2位の222三振を記録し、2000三振に史上最速の12年で到達している。

## 経歴

### プロ入り前
高校時代は野球とアメリカンフットボールをプレイしていた。野球とフットボールの両方で大学やプロから注目される存在となり、特にフットボールではクォーターバックとして活躍し、3年間で4792ヤードのパスを通し、44TDパスを記録した。高校生全体の中でも、マイケル・ヴィック、マット・ホリデイらと共に名の通ったQBであった。

### プロ入りとレッズ時代
野球では1998年のドラフト2巡目（全体50位）でレッズから指名され、またフットボールではカレッジフットボールの強豪テキサス大学オースティン校から奨学生のオファーを受けた。そこでこの年は、まず野球のマイナーリーグで7月末までプレイし、その後8月からはカレッジフットボールへ合流。しかし、翌1999年春、テキサス大学はダンより1学年下で前年にUSAトゥデイ最優秀オフェンス選手に選ばれていた新人QBクリス・シムズを先発QBとして起用し、ダンをタイトエンドにコンバートしようとしたため、ダンはフットボールを諦め、野球に専念することを発表した。
2001年に、マイナーAA級・AAA級でシーズン途中まで計94試合に出場し打率.334、32本塁打を記録。7月8日にセーフコ・フィールドで行われたマイナーリーグのオールスター "フューチャーズゲーム" では、2階席にあるレストランを直撃する大本塁打を放った。前年にこの球場でそこまで打球を飛ばした選手はいない。この活躍を受け7月半ばにメジャーに昇格する。
7月20日のマーリンズ戦でメジャーデビュー。8月には12本塁打を放ち、ナショナルリーグの月間本塁打新人記録を樹立した。66試合の出場で74個の三振を記録してしまうが、この年は打率.262、19本塁打を記録し、シーズン終了後の新人王投票では4位に入った。マーク・マグワイアは「ウチのアルバート（プホルス）とアダム（ダン）は特別な若者なのだ。彼らのパワーは、底知れないものがある」と語っている。

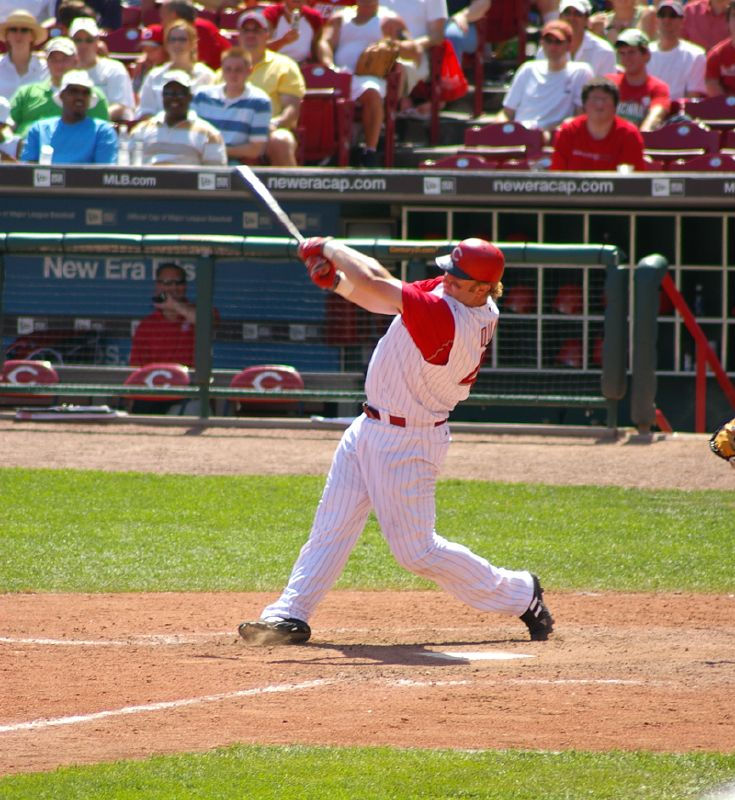
レッズ時代のダン

2002年は 158試合出場で、打率.249、26本塁打、71打点、自己最多の19盗塁を記録。しかし、170三振を喫し2002年6月16日から6月24日にはMLB歴代2位タイ記録の7試合連続マルチ三振を記録してしまった。
2003年は故障で8月15日にシーズンを終えてしまい、116試合出場で、打率.215、27本塁打、57打点、8盗塁、126三振を記録した。2004年は復活し、自己最多の161試合に出場し、自己最多の46本塁打、自身初の100打点超えとなる102打点。6盗塁、打率.266を記録した。しかし、シーズン終盤にエイドリアン・ベルトレ（ロサンゼルス・ドジャース＝当時）が本塁打を量産したため、タイトル獲得には至らなかった。その一方でこの年記録した195三振は、1970年のボビー・ボンズを抜く当時のMLB新記録で、「ボンズの記録を一つ超えた」と胸を張っていた。そのほか、100得点・100打点・100四球の同時達成（球団史上2人目）や、犠飛なしで100打点（MLB史上3人目）なども記録している。2004年8月10日にはグレート・アメリカン・ボール・パークの最長不倒記録となる532フィート（約163.1m）の本塁打を放っており、これはフアン・フランシスコが2011年9月12日に記録した第2位の502フィート（約153.0m）に大きな差をつけている。しかし、最多三振記録の他にシーズン三振試合数122試合と1試合で2個以上三振を記録した試合数、つまり、マルチ三振試合数62試合という2つの当時のMLBワースト記録を作ってしまい、三振絡みの新記録が3つも生まれたシーズンになった。
2005年も160試合に出場し、打率.247、40本塁打、101打点を記録した。三振は168で前年から27個減らしたが、2年連続リーグ最多であった。
2006年シーズンからは、外野守備の悪さから一塁手にコンバートしてプレイする予定だったが、ウィリー・モー・ペーニャが開幕直前にトレードで移籍し、左翼手としてプレイすることになった。この年、出塁率が.370を下回り、100得点・100打点も達成できないなど成績を落とし、160試合で打率.234、40本塁打、92打点、7盗塁。三振も194個と当時の歴代ワースト2位の数を記録して、3年連続の最多三振を記録してしまった。また、シーズン三振試合数123試合を記録し、自らのMLB記録を塗り替えてしまった。
2007年、152試合出場で、打率.264、40本塁打、106打点、9盗塁で、4年連続の40本塁打を達成するとともに、2年ぶりに100得点・100打点・100四球も記録するなど復活のシーズンとなる。更に、シーズン後半に三振を減らし、打者としての評価を上げた。シーズン終了後の10月31日、レッズは1300万ドルの契約オプションを行使し、2008年もダンはレッズでプレイすることになった。契約には6月15日までトレードできない条項を盛り込まれているが、2008年のシーズン終了後にFAとなるため、チームの成績次第ではシーズン途中での他球団へのトレードの可能性も残されていた。

### ダイヤモンドバックス時代
レッズはエディンソン・ボルケスら若手の活躍もあったものの、7月終了時点で51勝58敗と低迷。そのため7月31日には年俸8,282,695ドルのケン・グリフィー・ジュニアをホワイトソックスへ放出。さらにチーム一の高給取りであるダンの放出へも動き出した。そこへ、アリゾナ・ダイヤモンドバックスが興味を示す。ダイヤモンドバックスは得点力を強化するためマーク・テシェイラ（ブレーブス→エンゼルス）の獲得を目指すも失敗していた。両球団の交渉の末、ダンが3選手とのトレードでダイヤモンドバックスへ移籍することが8月11日に決定した。 

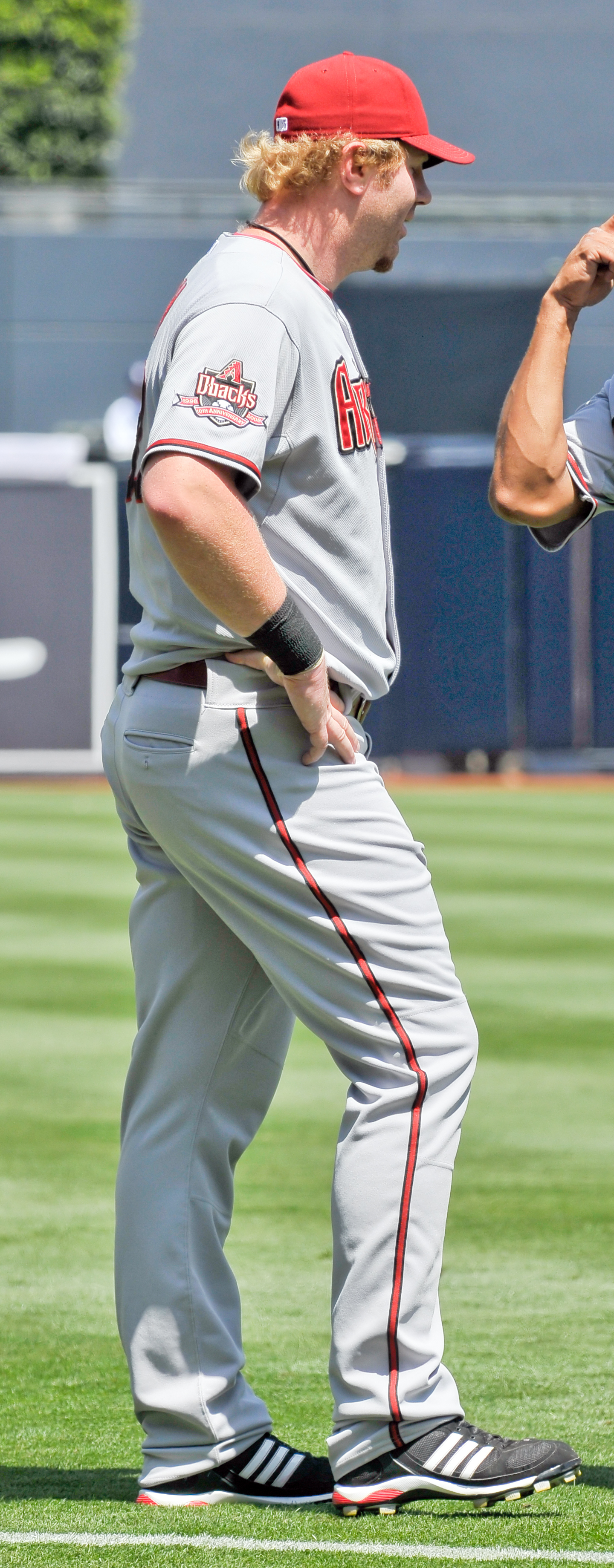
ダイヤモンドバックス時代のダン

ダイヤモンドバックスでダンは43試合に出場、本塁打は8本とペースがレッズ時代より鈍ったが、移籍後の出塁率は移籍前より4分2厘上昇して.415を記録している。ただ、ダイヤモンドバックスはダン加入後も22勝22敗と勝ち星を伸ばすことができず、2年連続のポストシーズン進出を逃すことになった。自身の2008年シーズン全体では、5年連続40本塁打を達成。更にリーグトップの122個の四球を記録した。また、2004年に記録した自らの三振記録を更新したライアン・ハワードの持つMLBシーズン最多三振記録をチームメイトになったマーク・レイノルズが目の前で更新している。

### ナショナルズ時代
2009年2月11日に2年総額2000万ドルでワシントン・ナショナルズへ移籍。同年の第2回ワールド・ベースボール・クラシックには、パワーのある打撃を評価されて候補に挙がるも、苦手である守備がポジションの兼ね合いなどもあって問題視されたため、初めは招集されなかったが、ブラッド・ホープの故障辞退に伴いアメリカ合衆国代表に追加招集された。WBC本戦では打撃好調で一次リーグのカナダ代表戦とベネズエラ代表戦の2試合連続で本塁打を放つ。また、ベネズエラ代表戦は15-6の大勝であった。そして、WBC通算では3本塁打を放って、打撃は期待通りの活躍をしてみせるが、問題視されていた守備では終盤に失策を連発するなど足を引っ張ってしまった。結局、アメリカ合衆国代表は準決勝で4-9で日本代表に敗れベスト4という成績に終わっている。また、このWBCで記録した四球数9個と三振数10個はWBC記録になっている。

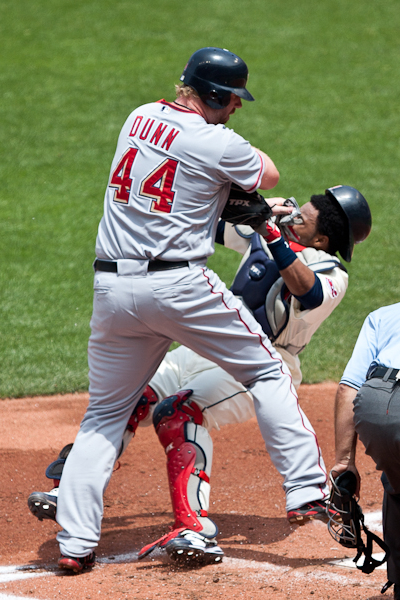
捕手（カルロス・サンタナ）にタックルするダン

WBCが終り、MLBでのシーズンでは4番を務め、5月26日のニューヨーク・メッツ戦で通算1000本安打を達成。7月4日のアトランタ・ブレーブス戦では史上123人目となる通算300本塁打を達成。20代での達成は史上13人目となった。トレードデッドラインの7月31日を前にダンのトレードの噂に対し、マイク・リゾーGMはトレードを否定し、ダンは結局トレードされずに残留。159試合出場で、打率は.267、38本塁打、105打点を記録して、。連続シーズン40本塁打以上が5年で途切れたが、打率.267は自己最高を記録した。長打率.529、OPS.928と40本塁打を放った昨年より向上しており、四球数は116個で敬遠数は自己最多の16で出塁率は.398だった。だが、三振数は去年より増加してしまい、177個を記録した。そして、メジャーデビューして以来初めて盗塁が0個に終わっている。

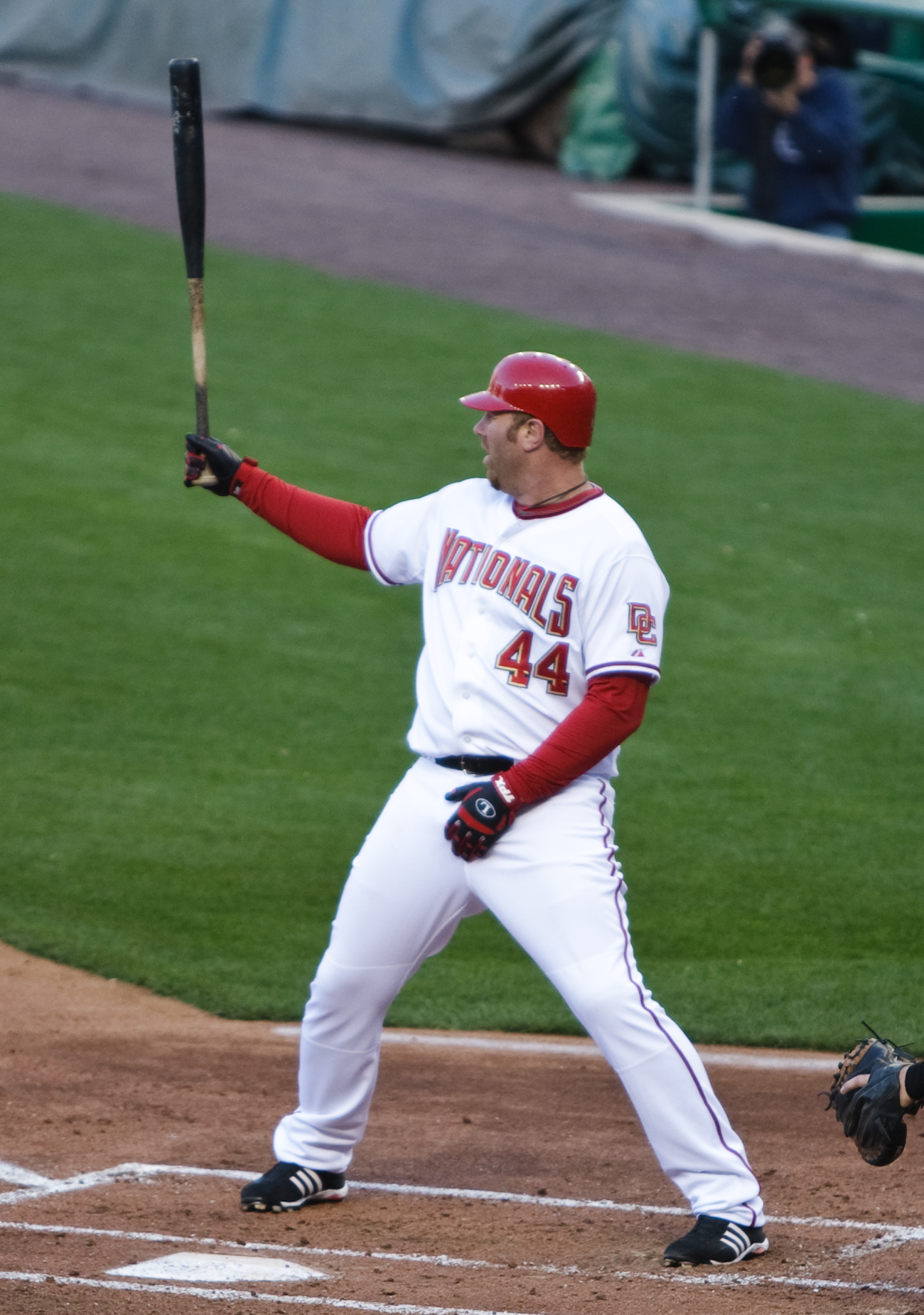
ナショナルズ時代のダン

2010年、158試合出場で、打率.260、38本塁打、103打点で、2年連続の38本塁打、7年連続の38本塁打以上を記録し、3年連続の100打点。そして、2年連続の打率.260以上を記録する。しかし、77個に四球が減り出塁率は.356に低下した。さらに、自身初の200三振には一つ足りずに済むも、当時の歴代ワースト4位となる199三振を記録してしまう。また、158試合中122試合で三振を記録している。

### ホワイトソックス時代
2010年シーズン終了後にFAとなり、シカゴ・ホワイトソックスと4年5600万ドルで契約。狭い本拠地の球団に来たことと指名打者制により苦手の守備から解放されることで、毎年一定以上の成績を残してきたダンに対する期待は大きかった。しかし、2011年は開幕から絶不調で、期待を大きく裏切る成績に終わる。
出場122試合で本塁打は前年の半数以下の11本。安打はわずか66本、複数安打試合数もわずか12試合で左投手からはたった6安打しか打てなかった。三振はリーグワースト3位の177個で、安打数より100以上も多かった。規定打席（502打席）には到達しなかったが、490打席以上立った選手としては、MLB史上シーズン最低打率（.159）に終わってしまい、打率3桁（159）より三振数（177）のほうが数字が大きいのは史上2人目の記録だった。前年までの通算長打率.521だったがこのシーズンは長打率.277と大きく落ち込んでしまうなど、まさに悪夢のようなシーズンだった。本人いわく「オフになれば、みんな、自分のことを忘れてくれるかと思っていたが町でどこに行っても"今シーズンはいったいどうしたんだ?"と尋ねられた」とのこと。そのため、町に出ることができずオフは辛かったと本人は語り、米国スポーツサイトCBS SPORTSの「ア・リーグのLaest Valuable Player（LVP 最低選手）」にノミネートされ、スポーツサイトbleacher reportでは「シカゴ・ホワイトソックスで最も役に立たない5人のプレーヤー」の1位にも選ばれてしまっている。また、2011年の三振試合数は99試合、マルチ三振試合数は53試合である。1試合3個以上の三振を記録した試合は22試合もあり、これは歴代ワースト4位の記録であった。そのため、全496打席のうち、打球がインプレーになった打席240よりならなかった打席256のほうが多かった。ESPNでは最優秀珍成績選手に選ばれている。
2012年は開幕から本塁打を量産して復活を大きく印象づけた。2008年以来の40本塁打以上となるリーグ5位の41本塁打を記録。また史上50人目となる通算400本塁打を記録し、通算1000打点も記録する。しかし、打率は規定打席到達した中では自己最低かつ、リーグワースト2位（MLB全体でも2位で1位は160試合出場で.197のカルロス・ペーニャ）の.204だったほか、「三振で頭を悩ましているとは言いたくない」と本人が語るほど三振絡みの記録がまとわりつくシーズンとなった。

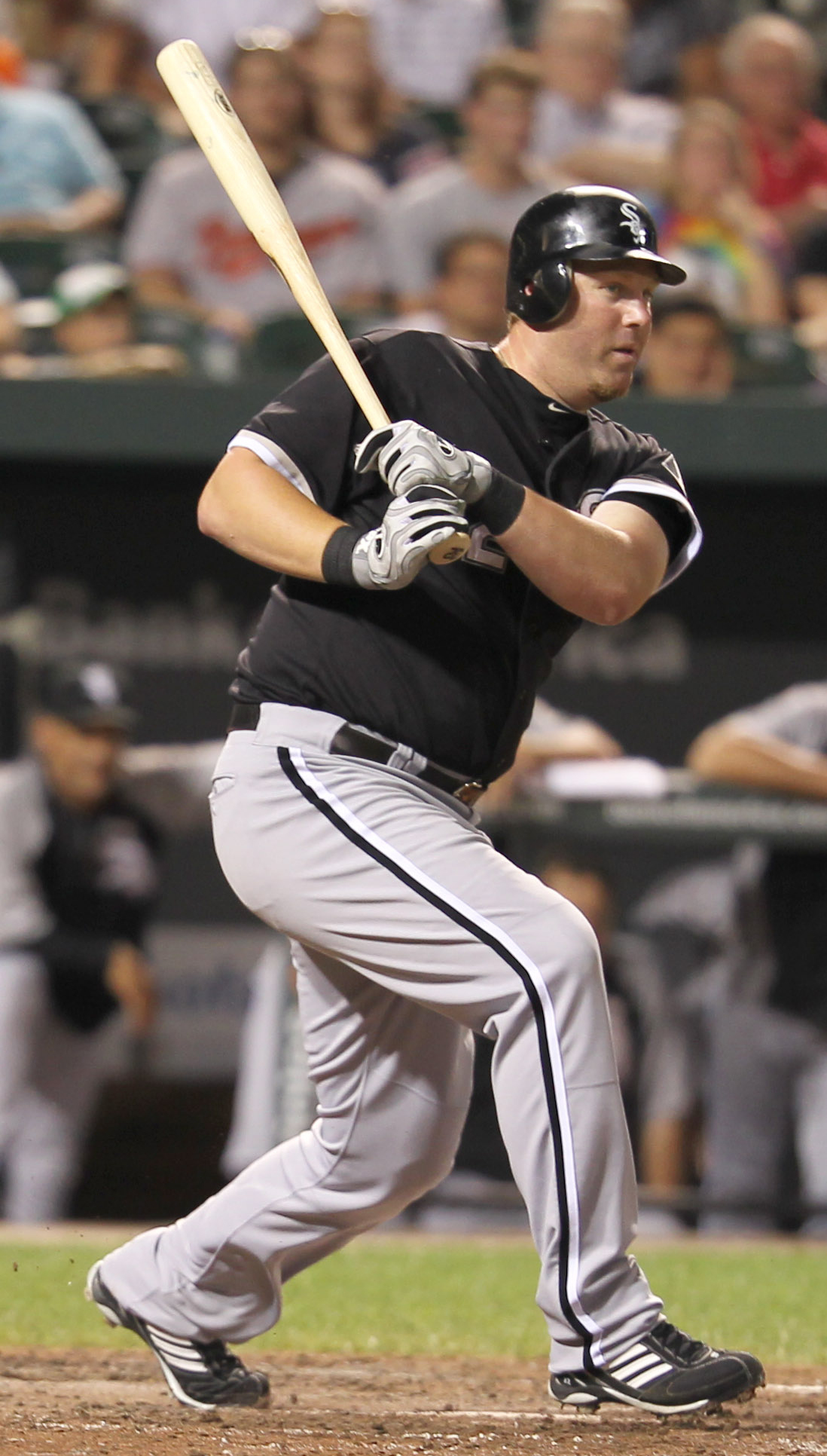
ホワイトソックス時代のダン

リーグトップの105個の四球を選ぶも、レイノルズが持つワースト記録にあと1つと迫る、MLB歴代ワースト2位、左打者とアメリカンリーグの歴代最多、史上3人目、自身初の200三振となる222三振を記録してしまった。最終戦は監督の温情などで欠場し、新記録達成は免れたが、151試合の出場で自己ワーストの三振数であり、190三振以上4回はレイノルズと並ぶ最多タイ記録となった。開幕戦での1三振で11年連続開幕戦三振のMLBタイ記録を記録。その後も三振を積み重ね、4月は出場した試合21試合全てで三振。最終的に開幕から5月9日まで32試合連続三振を記録し、従来の開幕からの連続三振のMLB記録だった、ハウィー・ゴスの14試合連続を大きく塗り替えてしまい、前年の9月24日から通算すると実に36試合連続三振となった。MLB記録のビル・ストーンマンの37試合（投手）には及ばないものの野手ではジャロッド・サルタラマッキアの28試合連続を更新するワースト記録になってしまった。5月11日の試合では2打数2安打、2四球で三振せず、連続記録をストップさせたが翌日から7試合連続三振している。また、この年の出場151試合のうち134試合で三振を記録し、レイノルズが2009年に記録した128試合の三振試合数を大きく更新した。また、歴代ワースト2位の65試合でマルチ三振を記録し、1試合3個以上の三振を記録した試合は20試合もあり、こちらは歴代ワースト6位だった。また、史上最速のわずか12年での史上6人目の通算2000三振も記録した。
シーズン40本塁打以上を達成した選手では歴代最低の打率、安打数、長打率、OPSであった（出塁率は歴代ワースト3位）。110本の安打を記録したが、そのうち41本が本塁打、19本が二塁打と安打の過半数が長打であり、シーズン30本目の単打を放つ前に30本塁打に到達。安打数（110）が三振数（222）の半分以下を2シーズン連続で記録するという史上初の記録を出すなど、三振か本塁打の大型扇風機ぶりが目立ったシーズンとなった。安打が少なすぎたため、リーグトップの四球数を記録しながらも出塁率は.333とこちらも打率とともに規定打席到達した中では自己最低だった。649打席のうち、実に328打席で打球がインプレーになっていない（222三振・105四球（敬遠3）・1死球）。前年と合わせた2年間での打率合計は954打数176安打、.1845と史上稀に見る記録となり2年間で1000打席を超える選手の中では最も打率が低かった1902年から1903年のジョン・ゴックナーが記録した897打数166安打、.1851を109年ぶりに超える歴代ワースト記録となった。
結局、2012年シーズンは三振絡みの記録が7つ誕生するなどワースト記録を大量に更新したシーズンだった。また、この年はHOT ZONEでど真ん中のみ.313と高打率であった。ESPNでは最優秀珍成績選手に2年連続で選ばれている。今季の復活について「自然体でいることを心がけている。普通さ。自分に出来ることをやるだけ。自分に出来ないことはせず楽しむことを考えているよ」と答え、この復活劇をどう説明しますかという質問には「野球はそんなもんさ。難しい科学とは違うんだ。オフはリラックスして休んで仕事に戻るだけさ」と答えた。また、3年ぶりの盗塁を2個も決めている理由をインタビューで聞かれ「スター選手が並んでいるからかな。若いころはよく走っていたんだ。その名残かな」と語っている
2013年は、開幕から不振でこの年、引退説を地元紙などで報じられダン本人が引退を考えているというようなことを報じられている。しかし、ダン本人は「馬鹿なことを言うなお前ら。俺はまだやるぞお前ら」と引退説を否定し、来季もプレーすると宣言している。シーズン当初はなかなか2割台に打率がのらず、6月頃からようやく調子を取り戻し始めたものの、一度も月間打率.281を超えた月がなかった。シーズン通算ではリーグワーストの.219に終わったものの、本塁打はリーグ4位となる34を記録した。この年、開幕戦で2三振を記録し、12年連続開幕戦三振のMLB新記録。そして、通算三振数がアレックス・ロドリゲスを抜いて歴代単独4位に浮上した。現役通算最多三振数だったジム・トーミが引退したため、通算三振数が現役選手最多となる。5月22日のレッドソックス戦から5月30日のカブス戦にかけては、7試合連続マルチ三振のMLB歴代2位タイの記録を作った。さらにタイ記録で並んでいた通算月間打率1割台（月間90打席以上）回数を4月、5月（9月も72打席だが.153）の低打率のため歴代最多を13回に更新した。故障と不振で149試合の出場ながらシーズン通算でリーグワースト3位となる189三振を記録。5度目のシーズン180三振以上は、ハワード、レイノルズを上回り史上初の記録となった。新記録となる5度目の190三振のかかった最終戦は、監督の温情などで欠場している。また、この年もHOT ZONEでど真ん中のみ.355と高打率であった。
2014年は、映画「ダラス・バイヤーズクラブ」にバーテンダー役で出演したため、スプリング・トレーニング中に2日間チームを離れ、ロサンゼルスで行われたアカデミー賞の授賞式に出席した。この映画の製作会社を立ち上げた元マイナーリーガーのジョー・ニューカムと親友で、会社に出資もしていることから、ダンの映画デビューが実現した。ダンがスプリング・トレーニングに戻ってきた時には、アカデミー賞の授賞式さながらに、ホワイトソックスのクラブハウスの入り口からダンのロッカーの前まで、レッド・カーペットが敷いてあった。ホワイトソックスの誰かによるジョークだった。開幕戦で1三振を記録し、自身の持つ、開幕戦での三振記録を13年連続に更新。4月3日から4日にかけて2試合連続で本塁打を記録。この間、開幕から記録した安打は全て本塁打だった。5月23日のヤンキース戦で、歴代10位タイとなる通算10本目のサヨナラ本塁打を打った。6月28日の試合では2三振を記録し、通算三振数がサミー・ソーサを抜いて歴代3位に浮上した。8月5日のテキサス・レンジャーズ戦では15点と大差をつけられたため、9回表から投手としてメジャー初登板を果たした。最速83マイル（約134km/h）を記録し、1回を2安打、1失点、1四球だった。

### アスレチックス時代
2014年8月31日にオークランド・アスレチックスへ、マイナーのノーラン・サンバーンとのトレードで移籍した。ダンは、ホワイトソックスの記者に対し「ポストシーズンに進むだけでなく、チャンピオンリングを獲得するチャンスがあるチームに行く。こんなチャンスはそうあるものじゃない。この機会を与えてくれた人々に感謝する」と述べている（ダンはポストシーズン未出場では現役最多出場の選手）。また、今シーズン限りでの引退も示唆した。背番号は10に決まり、移籍後初出場のマリナーズ戦では3打数2安打、1本塁打と活躍した。移籍後25試合の出場で、打率.212、2本塁打、10打点の成績を残した 。チームは最終戦でワイルドカードを獲得し、14年目、レギュラーシーズン2001試合目の出場にしてダンは初のポストシーズン出場権を獲得したが、ワイルドカードゲームではカンザスシティ・ロイヤルズに8対9で敗れ、ワイルドカード敗退に終わった。この試合でダンの出場はなかった。ゲーム終了後、正式に本シーズン限りでの引退を表明した 。

## 選手としての特徴

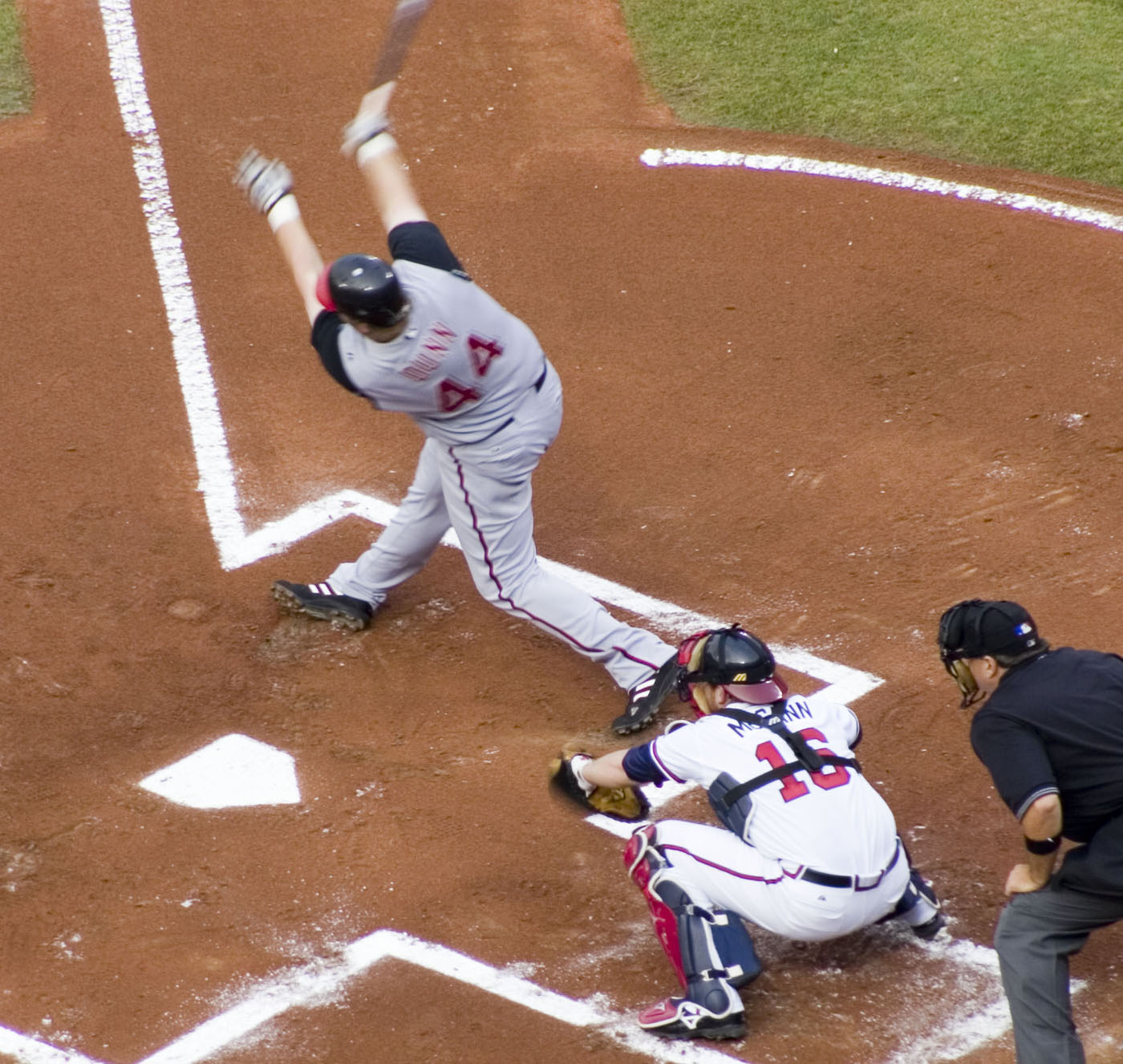
空振り三振するダン

### 打撃
長打力に優れ、現役生活の14年間で5年連続40本塁打を含む9度の30本塁打以上を記録しており、2006年・2008年を除く3年間で40本塁打・100得点・100打点・100四球という成績を残したチームの中軸を担う強打者であった。また開幕戦に強く、開幕戦の本塁打数でMLB記録を保持している。恵まれた体格から生み出される特大の飛距離が際立っていた。
その反面三振が非常に多く、後述するように自身の関係する記録が多かったことで有名。本格的にメジャーに定着した2002年からの12年間の平均三振は約178.8個。新人だった2001年以外全てで3桁三振、新人の年も含め全ての年で出場試合数を上回る三振数、2004年から2014年まで11年連続150三振以上を記録するなどした。2004年には当時のMLB最多記録（現在は上位10位のランク外）となる195個の三振を記録している。2010年は199個（歴代7位タイ）、2012年は故障による欠場がありながら151試合出場で222個の三振を記録した。これはMLB歴代2位、左打者とア・リーグの歴代最多の記録である（223三振のマーク・レイノルズは155試合の出場で記録）。また、通算2379三振は歴代3位（2018年シーズン終了時点）であり、歴代最速の12年で通算2000三振に到達している。2012年のシーズン前には三振数の予想を立てられるなどしていた。本人も三振の多さに関しては気にしていると思われ、特に2012年は三振に関する記録がかかった最終戦を欠場した（先述）。
一見すると確実性は低いが、闇雲に振り回すのではなくシーズン100四球を8度・リーグ最多四球を2度記録するなど、優れた選球眼を持ち合わせている。その四球数から、打率が.250を切っても出塁率は.360以上の水準を維持していたため、時に1番・2番打者として起用されることもあった。
彼の本塁打・四球・三振に偏った極端な打撃成績の傾向から、全打席における上記の合計割合を示す「Three True Outcomes」と呼ばれる指標が、日本のインターネット界隈で「アダム・ダン率」という呼び方で定着した。

### 走力
メジャー2年目には19盗塁を記録したが以降は盗塁の企図自体が減り、最多で9と1桁の盗塁数だった。なお、通算成功率は.716（通算63盗塁・25盗塁死）である。

### 守備
キャリア序盤は失策が多かったものの比較的守備範囲は広かった。しかし2004年以降は内外野共に守備範囲が著しく狭くなった上、失策も非常に増えた。肩の強さは2002年にリーグ4位の8補殺、2004年はリーグ2位の10補殺を記録するなど良かったが、以降は平均的な数値に落ち着いている。メジャー定着後の指標は低く、2012年終了時点で、一塁手として通算434試合で守備防御点-49、左翼手として1016試合で同-84、右翼手として107試合で同-15であった。特に2007年の左翼手としての守備防御点-26は、守備防御点が記録されるようになった2003年以降で左翼手の歴代ワーストである。また、2009年は一塁手として67試合で守備防御点-23は同年ワースト1位（歴代でもワースト2位）、左翼手として62試合で守備防御点-12は同年ワースト3位、右翼手でも22試合で守備防御点-8は同年ワースト5位であった（Fangraphs調べ）。
左翼手として2002年は8個、2003年は9個、2006年は12個、2008年は7個で3度のリーグ最多失策、通算でも当時現役最多の60失策を記録。外野手合計でも2003年は10個、2006年は12個でシーズン最多失策を記録するなど打球の判断・処理能力は低かった。
そのため、指名打者制が採用されているアメリカン・リーグのホワイトソックス移籍後は主に指名打者での出場で、2012年は一塁手52試合・左翼手5試合守備についたのみであった。2013年はチーム事情で一塁手での出場機会が増えたものの、71試合で8失策を記録しリーグ最多失策だった。

### その他
身体が強く、デビューして以降は大きな怪我が少なかった事から毎年安定して試合出場を続けており、欠場についても不振などでスターティングメンバーを外れた場合や休養などによるものが殆どを占めていた。

## 私生活
ケンタッキー州に住む女性Rachel Brownと結婚、Bradyという名の息子がいる。2013年に映画「ダラス・バイヤーズクラブ」の出資者としての縁から、同映画のバーテンダーとして出演。引退後は釣りや草野球などを楽しみながら悠々自適な生活を送っている。

## 詳細情報

### 年度別打撃成績
| 年 度     | 球 団     | 試 合 | 打 席 | 打 数 | 得 点 | 安 打 | 二 塁 打 | 三 塁 打 | 本 塁 打 | 塁 打 | 打 点 | 盗 塁 | 盗 塁 死 | 犠 打 | 犠 飛 | 四 球 | 敬 遠 | 死 球 | 三 振 | 併 殺 打 | 打 率 | 出 塁 率 | 長 打 率 | O P S |
| --------- | --------- | ----- | ----- | ----- | ----- | ----- | -------- | -------- | -------- | ----- | ----- | ----- | -------- | ----- | ----- | ----- | ----- | ----- | ----- | -------- | ----- | -------- | -------- | ----- |
| 2001      | CIN       | 66    | 286   | 244   | 54    | 64    | 18       | 1        | 19       | 141   | 43    | 4     | 2        | 0     | 0     | 38    | 2     | 4     | 74    | 4        | .262  | .371     | .578     | .949  |
| 2002      | CIN       | 158   | 676   | 535   | 84    | 133   | 28       | 2        | 26       | 243   | 71    | 19    | 9        | 1     | 3     | 128   | 13    | 9     | 170   | 8        | .249  | .400     | .454     | .854  |
| 2003      | CIN       | 116   | 469   | 381   | 70    | 82    | 12       | 1        | 27       | 177   | 57    | 8     | 2        | 0     | 4     | 74    | 8     | 10    | 126   | 4        | .215  | .354     | .465     | .819  |
| 2004      | CIN       | 161   | 681   | 568   | 105   | 151   | 34       | 0        | 46       | 323   | 102   | 6     | 1        | 0     | 0     | 108   | 11    | 5     | 195   | 8        | .266  | .388     | .569     | .957  |
| 2005      | CIN       | 160   | 671   | 543   | 107   | 134   | 35       | 2        | 40       | 293   | 101   | 4     | 2        | 0     | 2     | 114   | 14    | 12    | 168   | 6        | .247  | .387     | .540     | .927  |
| 2006      | CIN       | 160   | 683   | 561   | 99    | 131   | 24       | 0        | 40       | 275   | 92    | 7     | 0        | 1     | 3     | 112   | 12    | 6     | 194   | 8        | .234  | .365     | .490     | .855  |
| 2007      | CIN       | 152   | 632   | 522   | 101   | 138   | 27       | 2        | 40       | 289   | 106   | 9     | 2        | 0     | 4     | 101   | 8     | 5     | 165   | 12       | .264  | .386     | .554     | .940  |
| 2008      | CIN       | 114   | 464   | 373   | 58    | 87    | 14       | 0        | 32       | 197   | 74    | 1     | 1        | 0     | 5     | 80    | 6     | 6     | 120   | 4        | .233  | .373     | .528     | .901  |
| 2008      | ARI       | 44    | 187   | 144   | 21    | 35    | 9        | 0        | 8        | 68    | 26    | 1     | 0        | 0     | 0     | 42    | 7     | 1     | 44    | 3        | .243  | .417     | .472     | .889  |
| '08計     | ARI       | 158   | 651   | 517   | 79    | 122   | 23       | 0        | 40       | 265   | 100   | 2     | 1        | 0     | 5     | 122   | 13    | 7     | 164   | 7        | .236  | .386     | .513     | .899  |
| 2009      | WSH       | 159   | 668   | 546   | 81    | 146   | 29       | 0        | 38       | 289   | 105   | 0     | 1        | 0     | 2     | 116   | 16    | 4     | 177   | 8        | .267  | .398     | .529     | .928  |
| 2010      | WSH       | 158   | 648   | 558   | 85    | 145   | 36       | 2        | 38       | 299   | 103   | 0     | 1        | 0     | 4     | 77    | 10    | 9     | 199   | 10       | .260  | .356     | .536     | .892  |
| 2011      | CWS       | 122   | 496   | 415   | 36    | 66    | 16       | 0        | 11       | 115   | 42    | 0     | 1        | 0     | 2     | 75    | 0     | 4     | 177   | 10       | .159  | .292     | .277     | .569  |
| 2012      | CWS       | 151   | 649   | 539   | 87    | 110   | 19       | 0        | 41       | 252   | 96    | 2     | 1        | 0     | 4     | 105   | 3     | 1     | 222   | 8        | .204  | .333     | .468     | .800  |
| 2013      | CWS       | 149   | 607   | 525   | 60    | 115   | 15       | 0        | 34       | 232   | 86    | 1     | 1        | 0     | 3     | 76    | 7     | 3     | 189   | 2        | .219  | .320     | .442     | .762  |
| 2014      | CWS       | 106   | 435   | 363   | 43    | 80    | 17       | 0        | 20       | 157   | 54    | 1     | 1        | 0     | 4     | 65    | 5     | 3     | 132   | 5        | .220  | .340     | .433     | .773  |
| 2014      | OAK       | 25    | 76    | 66    | 6     | 14    | 1        | 0        | 2        | 21    | 10    | 0     | 0        | 0     | 0     | 6     | 0     | 4     | 27    | 0        | .212  | .316     | .318     | .634  |
| '14計     | OAK       | 131   | 511   | 429   | 49    | 94    | 18       | 0        | 22       | 178   | 64    | 1     | 1        | 0     | 4     | 71    | 5     | 7     | 159   | 5        | .219  | .337     | .415     | .752  |
| MLB：14年 | MLB：14年 | 2001  | 8328  | 6883  | 1097  | 1631  | 334      | 10       | 462      | 3371  | 1168  | 63    | 25       | 2     | 40    | 1317  | 122   | 86    | 2379  | 100      | .237  | .364     | .490     | .854  |

- 各年度の太字はリーグ最高

### 表彰
- 月間MVP：1回（2005年7月）

### 記録
- MLBオールスターゲーム選出：2回（2002年、2012年）

### 諸記録
- MLB開幕戦での通算本塁打数：8本（フランク・ロビンソン、ケン・グリフィー・ジュニアとタイ記録）
- MLB2年間合計での歴代最低打率：.1845（2011年～2012年）
- 通算月間打率1割台記録回数：13回
- シーズン160三振以上の回数：11回
- シーズン170三振以上の回数：8回
- シーズン180三振以上の回数：5回
- シーズン190三振以上の回数：4回
- MLB史上初の2年連続で安打数が三振数の半分以下（2011年～2012年）
- シーズン40本塁打以上の選手での歴代最低の打率、安打数、長打率、OPS（2012年）
- シーズン最多三振試合数：134試合（2012年）
- 開幕からの歴代最多連続試合三振記録：32試合連続（2012年）
- 連続試合三振記録：36試合連続（2011年～2012年）（野手では最多記録）
- 開幕戦での三振：13年連続（2002年～2014年）
- 通算2000三振：12年（歴代最速）
- シーズン最多三振記録：195個（2004年）※現在の1位はマーク・レイノルズの223個。その他、2012年にはアメリカンリーグ記録の222三振を記録した。
- シーズン最多マルチ三振試合数：62（2004年）※現在の1位はマーク・レイノルズの66試合

### 背番号
- 44（2001年 - 2008年途中、2009年 - 2010年、2014年 - 同年途中）
- 32（2008年途中 - 同年終了、2011年 - 2013年）
- 10（2014年途中 - 同年終了）

### 代表歴
- 2009 ワールド・ベースボール・クラシック・アメリカ合衆国代表